# بوب تشيس
بوب تشيس (بالإنجليزية: Bob Chase)‏ هو معلق رياضي أمريكي، ولد في 22 يناير 1926 في نيغاوني في الولايات المتحدة، وتوفي في 24 نوفمبر 2016 في فورت واين في الولايات المتحدة.